# Anne-Marie Garat
Anne-Marie Garat (Bordeaux, 9 ottobre 1946 – Parigi, 26 luglio 2022) è stata una scrittrice francese.
Ha vinto il Prix Femina e il Prix Renaudot des lycéens per il suo romanzo Aden nel 1992 e il Prix Marguerite Audoux per il suo romanzo Les Mal Famées nel 2000. Dal giugno 2007 al giugno 2009, è stata presidente della Camera degli scrittori e della letteratura .

## Biografia
Nata a Bordeaux nel 1946 nel quartiere di Chartrons, in una famiglia dai redditi modesti: suo padre era un operaio, sua madre una sarta. Ci sono pochi libri nella casa di famiglia. Ha studiato letteratura, a Bordeaux e poi a Parigi. Ha conseguito un DEA ("Diploma di studi approfonditi") in cinema presso l'Università Panthéon-Sorbonne.. Ha insegnato cinema e fotografia a Périgueux e a Parigi, negli anni '80, al liceo sperimentale di Montgeron a Essonne 1. Per un certo periodo è a capo di una missione, con Jack Lang, per l'insegnamento del cinema a scuola.
Esordì nel 1984 con il romanzo L'Homme de Blaye per i tipi di Flammarion.
Autrice prolifica, pubblicò più di venti romanzi utilizzando tutti generi letterari (dai romanzi sentimentali ai romanzi gialli, compresi i romanzi storici in cui i personaggi femminili occupano un posto importante) e ottenendo numerosi riconoscimenti letterari tra i quali il Prix Alain-Fournier nel 1991 con Chambre noire e il Prix Femina l'anno successivo con Aden.
Con Les Mal Famées, un romanzo "culinario" in cui due donne, unite dalla loro angoscia, commettono un crimine per salvare la vita di una ragazzina ebrea che hanno accolto in casa, ha vinto il premio Marguerite-Audoux nel 2000.
Nel 2006 inizia un'importante trilogia storica che copre tutto il xx secolo  attraverso la vita di tre famiglie: gli anni '10 per Dans la main du diable, poi l'ascesa del fascismo con L'Enfant des ténèbres (Actes Sud, 2008), per finire Pensa a domani.
Sulla scia di questo romanzo dal marcato tono antifascista, Anne-Marie Garat assume nel dicembre 2008 una posizione pubblica contro quelli che considera gli eccessi liberticide del governo francese. Denuncia il destino riservato ai migranti privi di documenti, la brutalità della polizia e l'arresto di un giornalista.
Il 17 gennaio 2014, è stata eletta membro della giuria del Prix Femina, in sostituzione di Paule Constant, dimessosi dopo essere stato eletto all'Académie Goncourt.
Il suo ultimo libro, Black Humor, pubblicato nel 2021, è insieme un grido di rabbia e una riflessione personale sul ruolo delle biblioteche 
È morta a Parigi all'età di 75 anni il 26 luglio 2022 per le complicazioni di un tumore del pancreas.

## Vita privata
È stata la moglie del linguista Jean-Claude Chevalier, morto nel 2018 

## Opere principali
- L'Homme de Blaye (1984)
- Voie non classée (1985)
- L'Insomniaque (1987)
- Le Monarque égaré (1989)
- Chambre noire (1990)
- Aden (1992)
- Photos de familles (1994)
- Merle (1996)
- Dans la pente du toit (1998)
- L'Amour de loin (1998)
- Itsvan arrive par le train du soir (1999)
- Les Mal Famées (2000)
- Nous nous connaissons déjà (2003)
- La Rotonde (2004)
- Un tout petit cœur (2004)
- Une faim de loup. Lecture du Petit Chaperon rouge (2004)
- Il quaderno ungherese (Dans la main du diable, 2006), Milano, Il saggiatore, 2009 traduzione di Yasmina Mélaouah ISBN 978-88-428-1500-6.
- On ne peut pas continuer comme ça (2006)
- I figli delle tenebre (L'Enfant des ténèbres, 2008), Milano, Il saggiatore, 2013 traduzione di Massimo Fumagalli ISBN 978-88-428-1703-1.
- Pense à demain (2010)
- Photos de familles (2011)
- Programme sensible (2013)
- La Première Fois (2013)
- La Source (2015)
- Le Grand Nord-Ouest (2018)
- La Nuit atlantique (2020)
- Humeur noire (2021)

## Premi e riconoscimenti
- Prix François-Mauriac de la région Aquitaine: 1987 vincitrice con L'Insomniaque
- Prix Alain-Fournier: 1991 vincitrice con Chambre noire
- Prix Femina: 1992 vincitrice con Aden
- Premio Renaudot des lycéens: 1992 vincitrice con Aden
- Prix Marguerite-Audoux: 2000 vincitrice con Les Mal Famées
- Prix Franz-Hessel: 2019 vincitrice con Le Grand Nord-Ouest